# Over (canción de Drake)
«Over» es una canción del rapero canadiense Drake, se extrae como primer sencillo del álbum Thank Me Later. El sencillo fue puesto a disposición para descarga digital el 8 de marzo de 2010. Adenás, fue utilizada como banda sonora del juego 2K Sports NBA 2K11.

## Posicionamiento en listas
| Listas (2010)            | Mejor posición |
| ------------------------ | -------------- |
| Canadian Hot 100         | 17             |
| German Black Chart       | 10             |
| UK Singles Chart         | 50             |
| UK R&B Chart             | 18             |
| US Billboard Hot 100     | 14             |
| US Hot R&B/Hip-Hop Songs | 2              |
| US Hot Rap Songs         | 1              |

### Posición fin de año
| Listas (2010)          | Posición |
| ---------------------- | -------- |
| U.S. Billboard Hot 100 | 60       |
| Canadian Hot 100       | 91       |

- Datos: Q1779368